# Stenocactus multicostatus
Stenocactus multicostatus là một loài thực vật có hoa trong họ Cactaceae. Loài này được (Hildm.) A. Berger ex A.W. Hill miêu tả khoa học đầu tiên.

## Hình ảnh

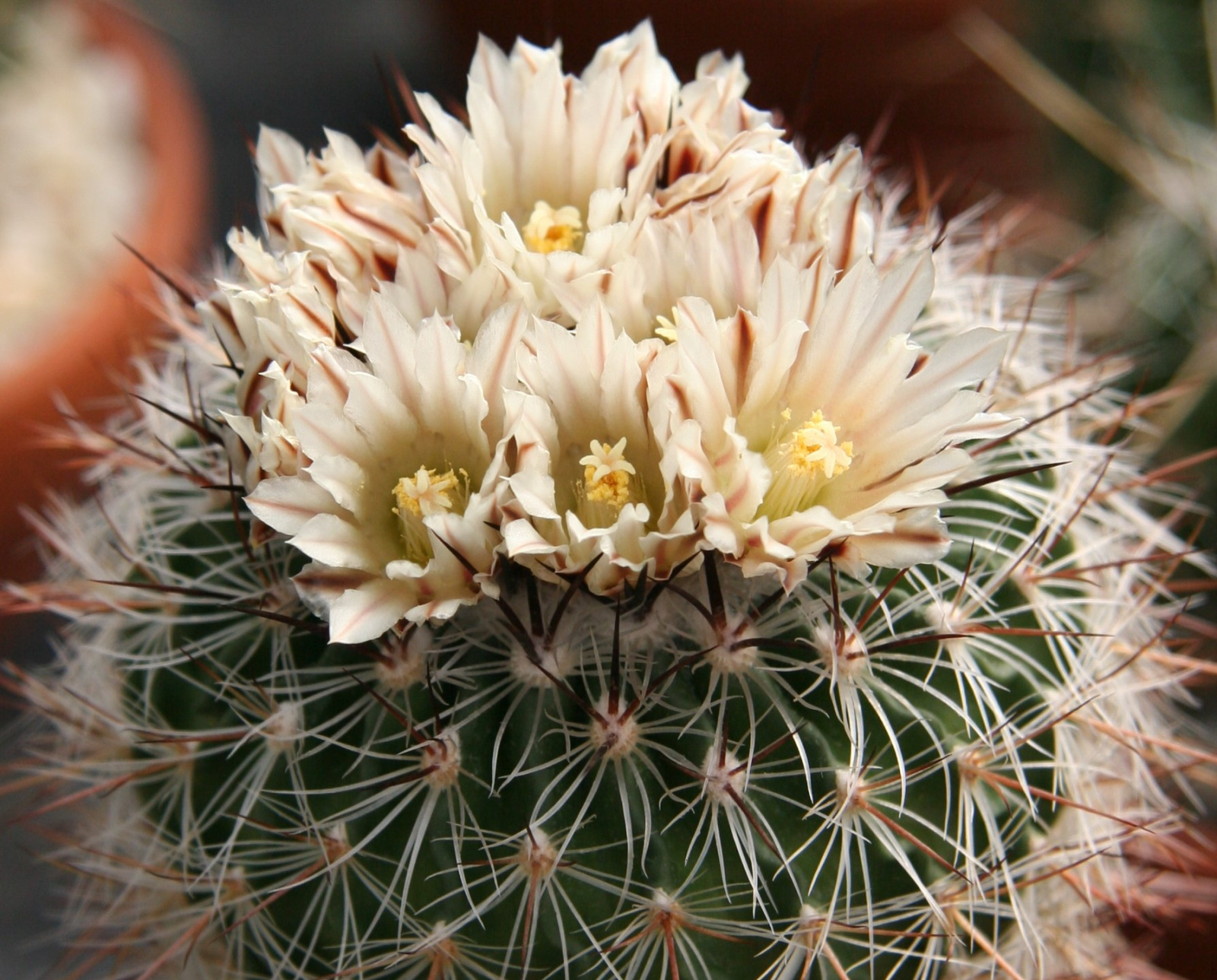
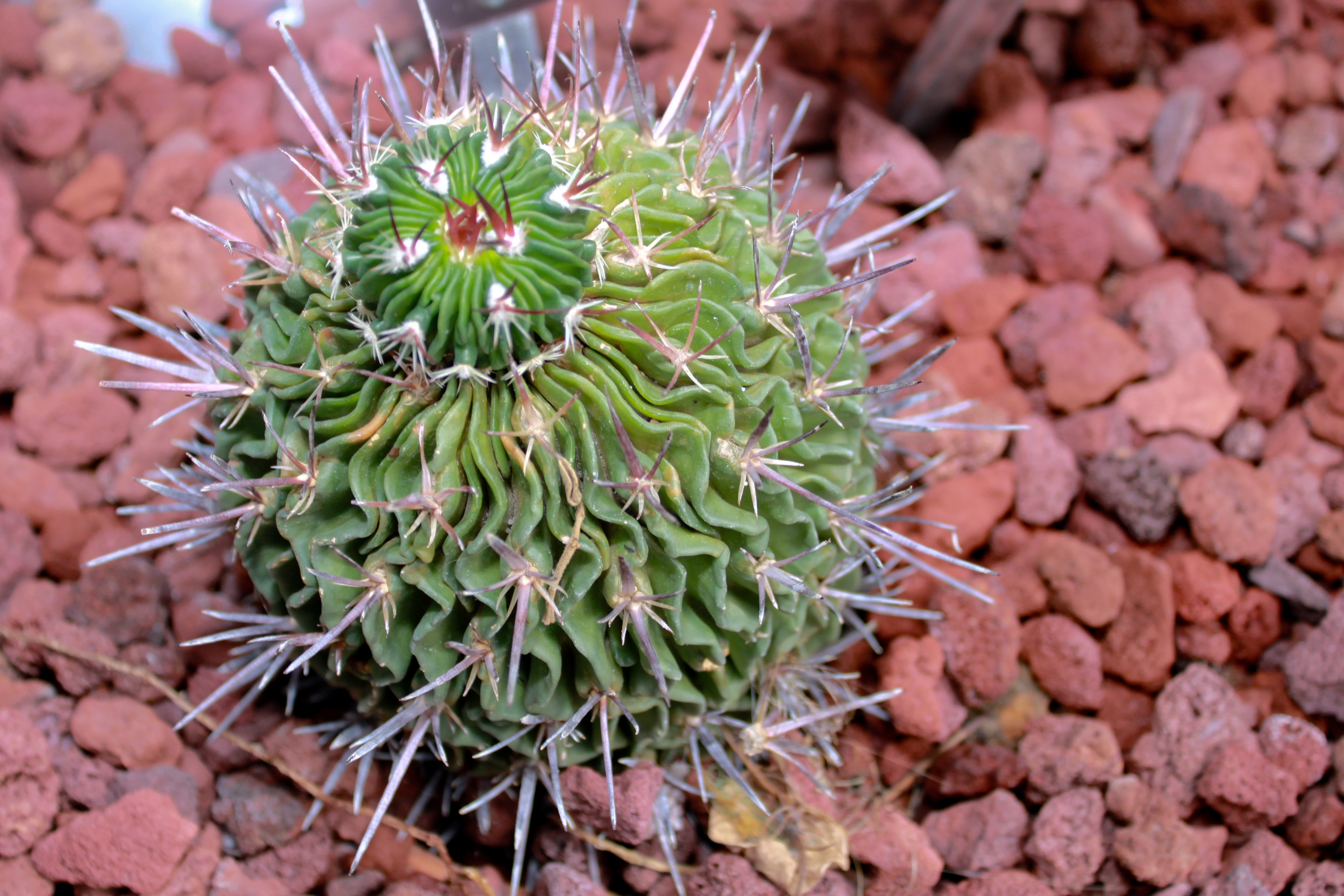
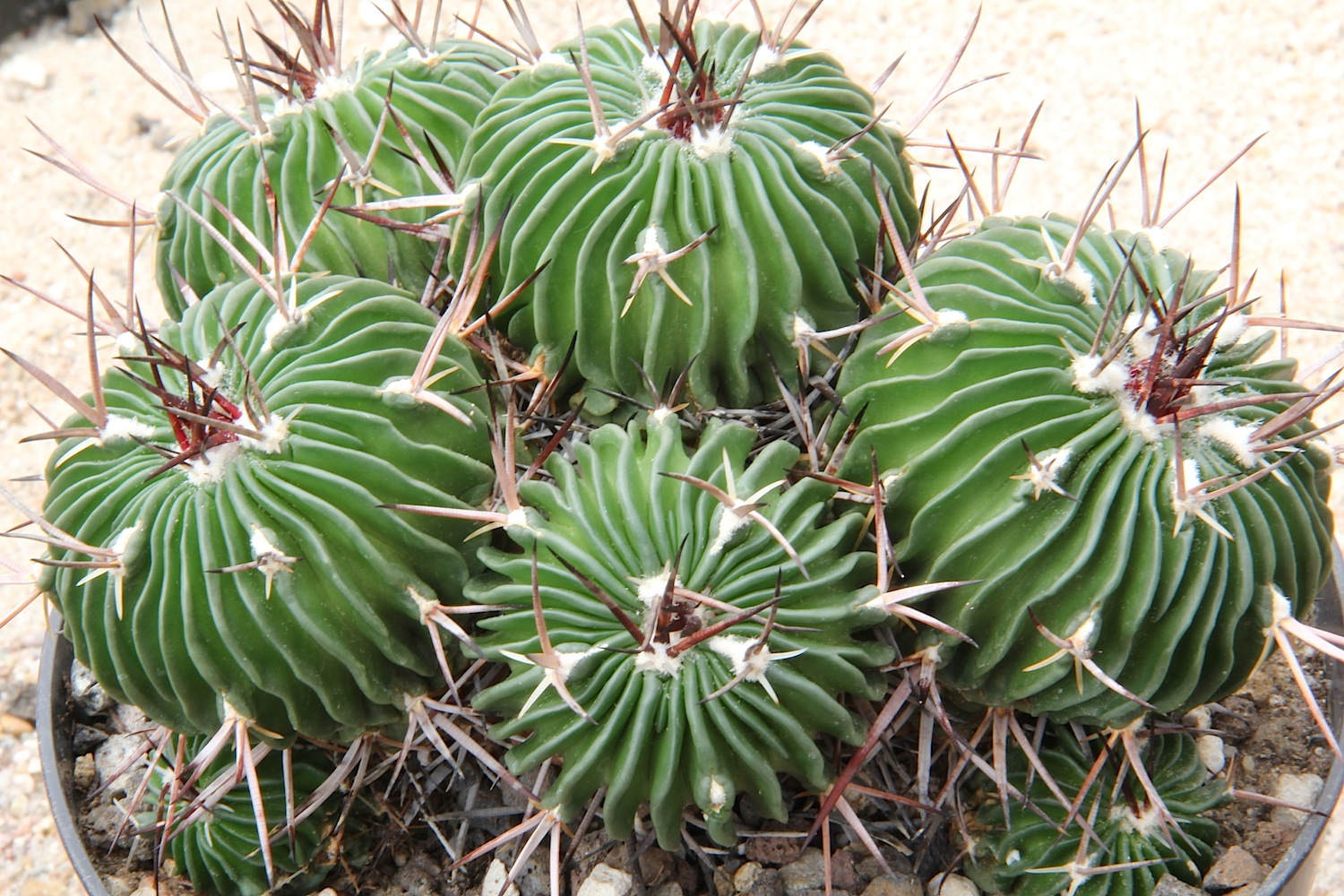
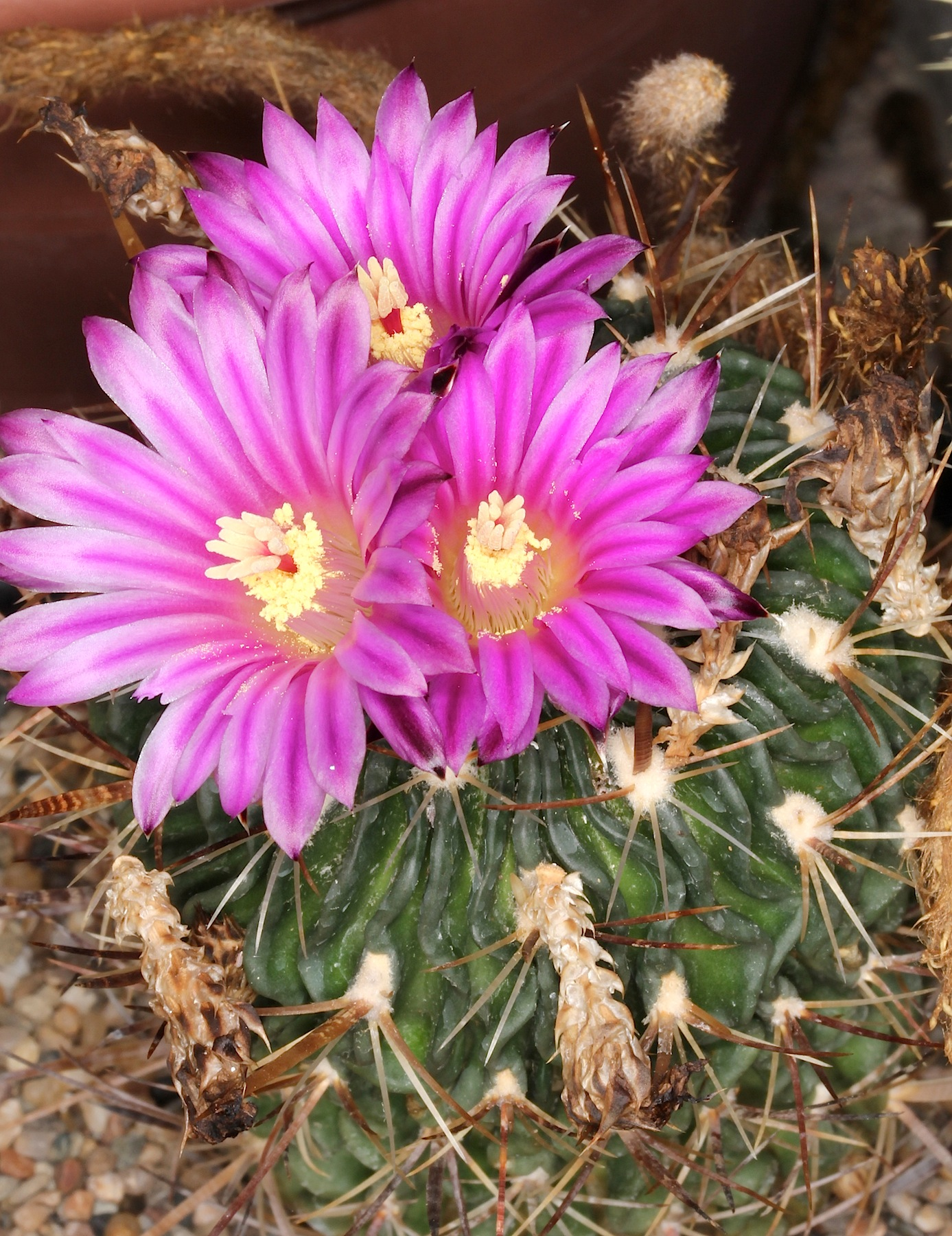
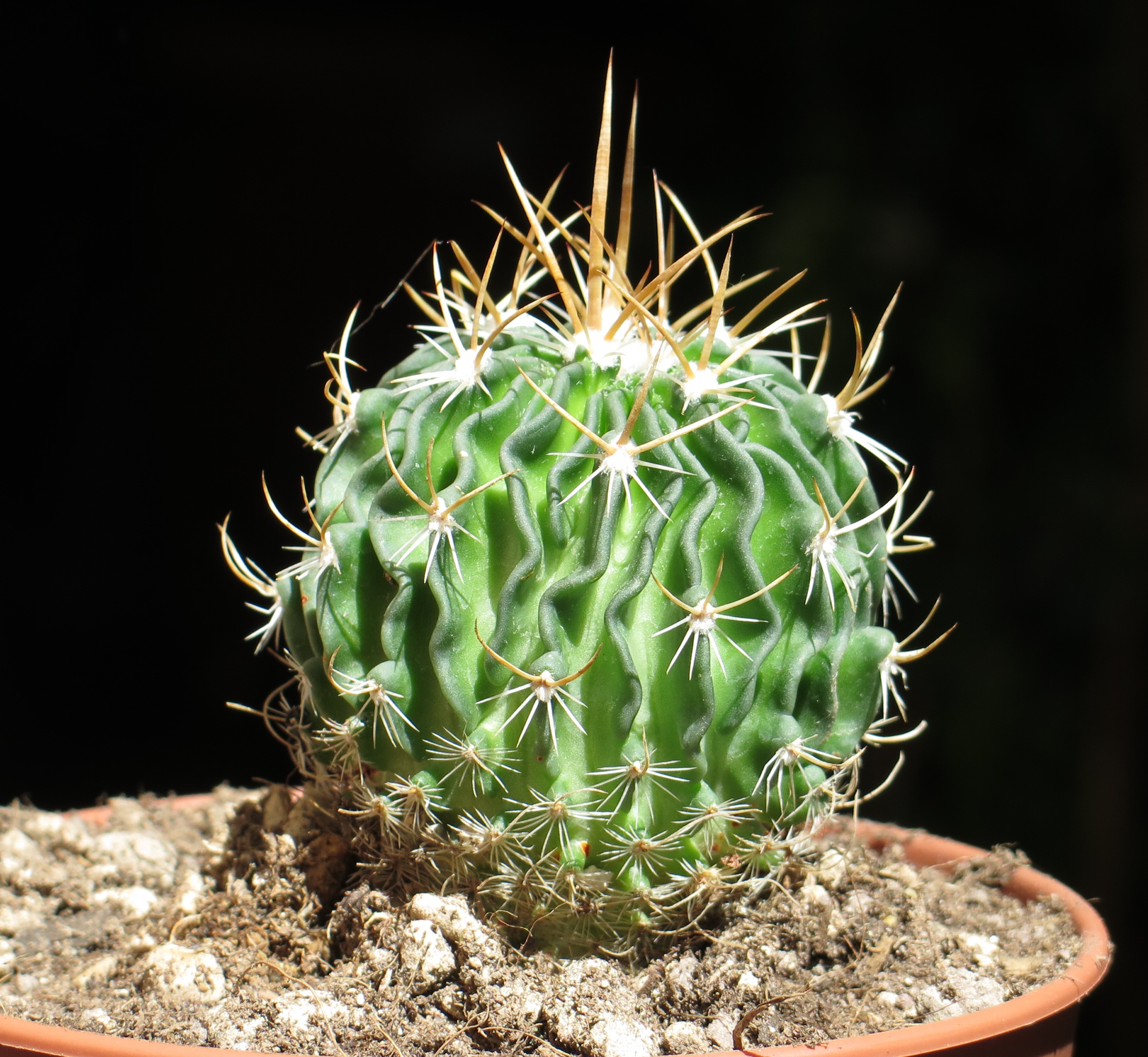